# Juan de Rojas y Sarmiento
Juan de Rojas Sarmiento (Monzón de Campos-¿Tracia?) fue un matemático y astrónomo español que vivió en el siglo XVI. Rojas se presenta a sí mismo en las obras escritas como un divulgador y rechaza la idea de ser tratado como inventor, no obstante es uno de los creadores de la proyección ortográfica, que aplicó exitosamente en la construcción de astrolabios. 

## Biografía
Juan de Rojas y Sarmiento fue el segundo hijo del primer marqués de Poza. Estudió artes y matemáticas y finalizados estos en España tuvo la oportunidad de ir a Flandes acompañando posiblemente al emperador Carlos V y a su hijo, el futuro Felipe II. Durante este viaje es muy posible que en Lovaina perfeccionara sus conocimientos astronómicos y matemáticos, recibiendo lecciones del mismo Gemma Frisius, maestro que llegó a convertirse posteriormente en amigo. En Lovaina conoció a Hugo Helt con el que mantuvo con posterioridad una larga relación científico-epistolar.
Tras abandonar los estudios y dedicarse a la milicia see cree que se casó en Valencia y que falleció en un viaje a Tracia. En la actualidad sus restos mortales se encuentran en el convento de San Pablo, ubicados en el sepulcro de los primeros marqueses de Poza (Palencia).

## Obra

### Obra escrita
Juan de Rojas escribió un tratado que se hizo famoso internacionalmente acerca de la proyección ortográfica de la esfera, publicado en París en 1550 bajo el título Commentariorum in astrolabium, quod planisphaerium vocant, libri sex. La obra se hizo muy popular en las universidades europeas de la época y a los pocos años de su publicación ya era comentada en Italia, en los Países Bajos y en Francia. Etienne Montucla a propósito de Juan de Rojas escribe: “Juan de Rojas, que era castellano, manifestó su gran habilidad en Geometría en su nuevo planisferio: es una proyección de la esfera sobre un plano que ha conservado su nombre, y que tiene ventajas sobre el de Ptolomeo… Escribió un tratado muy ingenioso...”. 

### Instrumentos astronómicos
Juan de Rojas propone un canon para la construcción de instrumentos que viene ya descrito en la antigüedad por Vitruvio e igualmente es tratado matemáticamente por Ptolomeo. Se trata de la proyección ortográfica que se conoce con el nombre figurado desde Vitruvio como analema y lo emplea en la construcción de relojes solares.